# Physiculus andriashevi
Physiculus andriashevi är en fiskart som beskrevs av Shcherbachev, 1993. Physiculus andriashevi ingår i släktet Physiculus och familjen Moridae. Inga underarter finns listade i Catalogue of Life.